# NGC 7052
NGC 7052 è una galassia ellittica della costellazione della Volpetta. Ospita al suo centro un buco nero supermassiccio di 220-630 milioni di masse solari.

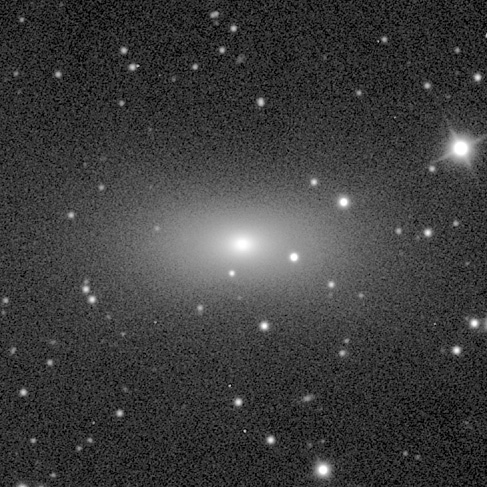
NGC 7052 ripresa nel 1998
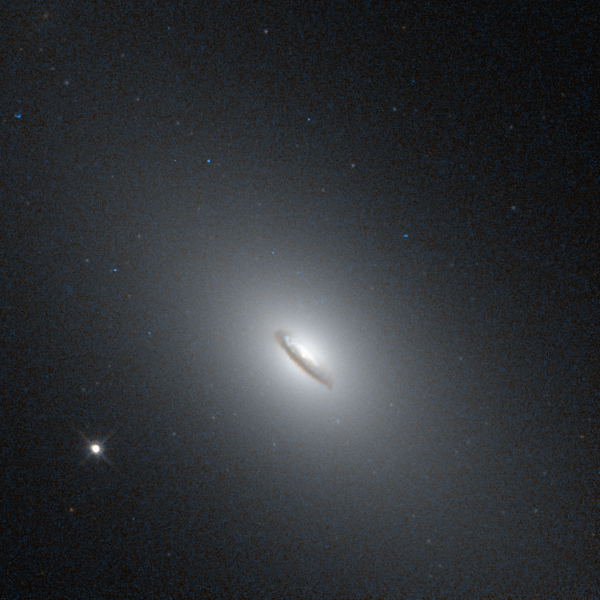
NGC 7052  (Telescopio spaziale Hubble) con colori accentuati
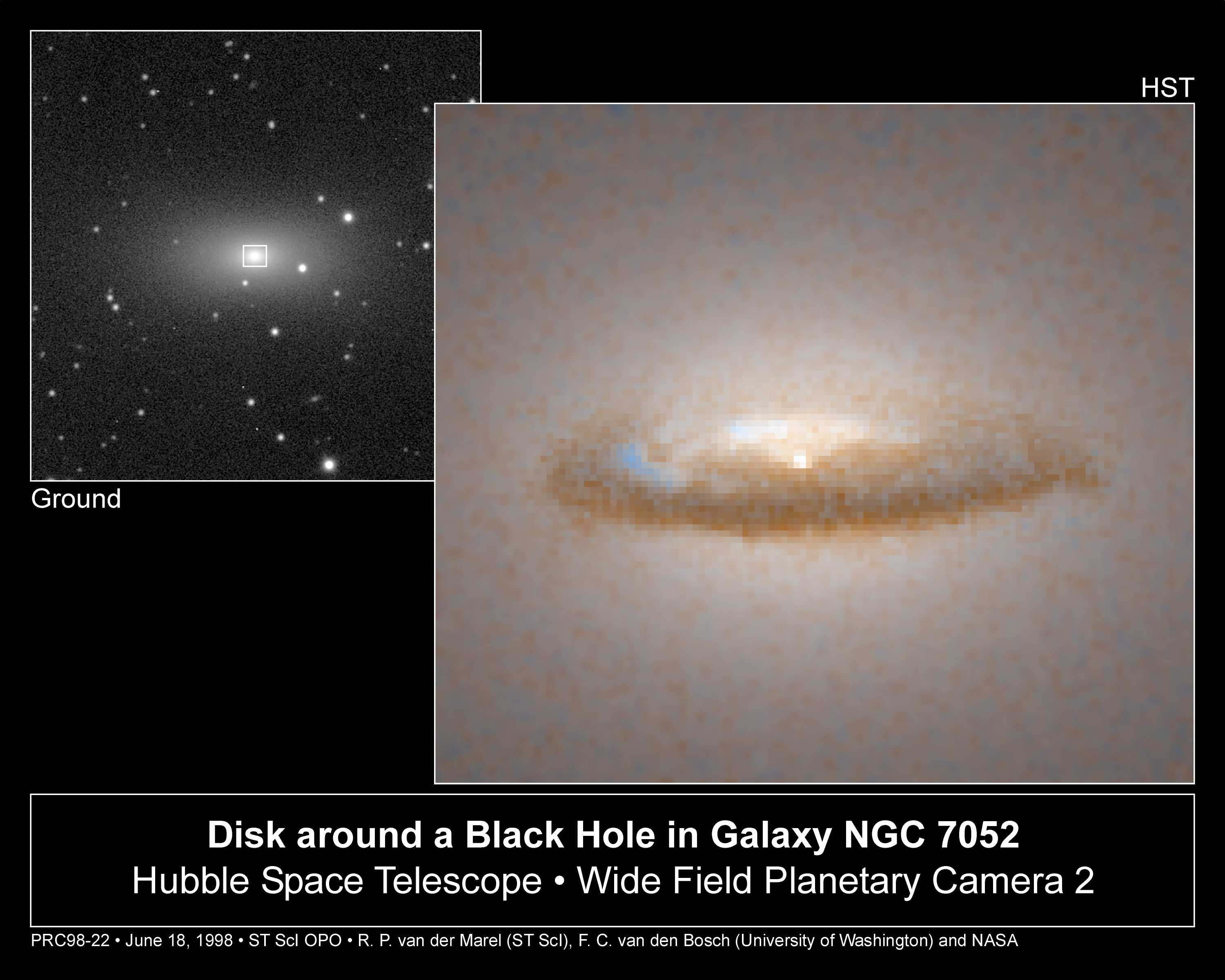
NGC 7052 ripresa nel 2002 con la camera WFPC2 di Hubble